# ASA-Programm
Das ASA-Programm (ursprünglich für Arbeits- und Studien-Aufenthalte) ist ein gemeinnütziges und politisch unabhängiges entwicklungspolitisches Bildungs- und Praktikumsprogramm in der Trägerschaft von Engagement Global gGmbH (im Auftrag des BMZ). Das Programm wurde 1960 in Eigeninitiative von Studierenden begonnen und über die Jahre institutionalisiert. Jährlich nehmen mehr als 200 Studierende und junge Berufstätige zwischen 21 und 30 Jahren am ASA-Programm teil.

## Historie
Inhaltliche Ausrichtung, Finanzierung und Organisationsstruktur des ASA-Programms haben sich in der Vergangenheit mehrfach geändert. Ab 1982 wurde das Programm von der Carl-Duisberg-Gesellschaft getragen, die 2002 in der InWEnt gGmbH aufging. Nach der zum 1. Januar 2011 erfolgten Fusion von InWent, DED und GTZ zur Deutschen Gesellschaft für Internationale Zusammenarbeit (GIZ) übernahm diese vorübergehend die Trägerschaft. Seit 2012 ist das ASA-Programm ein Teil der neu gegründeten Engagement Global gGmbH mit Sitz in Bonn.
Eine Besonderheit des mittlerweile größtenteils staatlich finanzierten Programmes ist die Teilhabe früherer ASA-Teilnehmer an der Ausrichtung des Programmes. Über Projekte und inhaltliche Schwerpunkte von ASA wird in demokratischen Gremien entschieden, in denen frühere ASA-Teilnehmer mitwirken. Das ASA-Programm wird vom Bundesministerium für wirtschaftliche Zusammenarbeit und Entwicklung, einer Anzahl von Bundesländern und weiteren Institutionen finanziert. Deshalb ist der Umfang der Arbeit auch von der inhaltlichen politischen Ausrichtung des BMZ abhängig. Besondere Wichtigkeit hat in den letzten Jahren dabei die Netzwerkbildung erlangt, die in die Gründung eines entwicklungspolitischen Netzwerkes europäischer Partnerorganisationen gemündet hat (GLEN – Global Education Network of young Europeans).
In der deutschen Entwicklungszusammenarbeit-Szene (EZ) ist ASA als Einsteigerprogramm oft ein Baustein in der Biographie vieler Mitarbeiter von GTZ, DED (jetzt GIZ) und anderer Organisationen.
Seit 2014 nennt sich ASA nur noch ASA-Programm als Eigenname und verwendet die ursprüngliche Erklärung als Arbeits- und Studien-Aufenthalte nicht mehr.

## Die Projekte
Die Projekte unterscheiden sich teilweise stark voneinander: während manche Projekte darauf zielen, Informationen zu gewinnen und zu forschen, steht bei anderen die Praxis im Vordergrund. Darüber hinaus werden jedes Jahr zehn bis zwölf so genannte Süd-Nord-Projekte durchgeführt. Für drei Monate kommen Stipendiaten aus dem Süden nach Deutschland und für drei Monate reisen im Austausch Teilnehmer aus dem Norden in das Gastland. Dadurch sollen Wissen und Fähigkeiten, Kompetenzen und Knowhow ausgetauscht werden.
Ein Projektaufenthalt mit ASA dauert in der Regel drei Monate. Zu den Projektländern von ASA gehören viele Staaten Afrikas, Asiens, Lateinamerikas und Südosteuropas. Grundlegendes Merkmal eines Projektlandes ist dessen Zugehörigkeit zur DAC-Liste der OECD.

## Mitbestimmung
Wichtiges Merkmal des ASA-Programms ist die Mitbestimmung der Teilnehmer. Gewählte Teilnehmervertreter haben in der Programmkommission 50 % Stimmenanteile. Von der Programmleitung des ASA-Programms gibt es in den letzten Jahren verstärkt Bestrebungen, die Mitbestimmung in eine „Mitwirkung“ zu verwandeln. Zu diesem Zweck wurden die Teilnehmervertreter in Ehrenamtlichenvertreter umbenannt. Diese Bezeichnung ist umstritten.
Die Finanzierung der Geschäftsstelle und der Programmstruktur erfolgt aus einem Anteil der von den Fianzies vergebenen Stipendien. Ohne dieses gäbe es die Verwaltungsstruktur des Programmes in dieser Form nicht. Durch diese Konstruktion ist eine Mitbestimmung der Stipendiaten inhärent.

## Kritik
Am 9. September 2019 informierte Engagement Global über interne Pläne, die ehrenamtliche Mitbestimmung im ASA-Programm im Rahmen einer Strukturreform weitestgehend abzuschaffen. Unter anderem soll die zur Hälfte mit Ehrenamtlichen besetzte Programmkommission des ASA-Programms aufgelöst werden. Dagegen wehrte sich das ASA-Netzwerk unter anderem mit einer öffentlichen Petition.

## Auszeichnung
Das Projekt wurde im Jahr 2015 vom Rat für Nachhaltige Entwicklung mit dem Qualitätssiegel „Werkstatt N-Projekt“ ausgezeichnet.